# La Palma
La Palma (właściwie San Miguel de la Palma) – należąca do Hiszpanii wyspa na Oceanie Atlantyckim, w archipelagu Wysp Kanaryjskich. Leży nieopodal północno-zachodnich wybrzeży Afryki. Wraz z całym archipelagiem zaliczana jest do Makaronezji. Wyspa zajmuje 708 km² powierzchni, ma 42 km długości i 28 km szerokości (jest piątą co do wielkości wyspą archipelagu). Podlega prowincji Santa Cruz de Tenerife. Stolicą La Palmy jest Santa Cruz de La Palma na wschodnim wybrzeżu. Największe miasto wyspy – Los Llanos de Aridane – leży na zachodnim wybrzeżu. Językiem urzędowym jest język hiszpański. Wyspę zamieszkuje 86 528 osób.

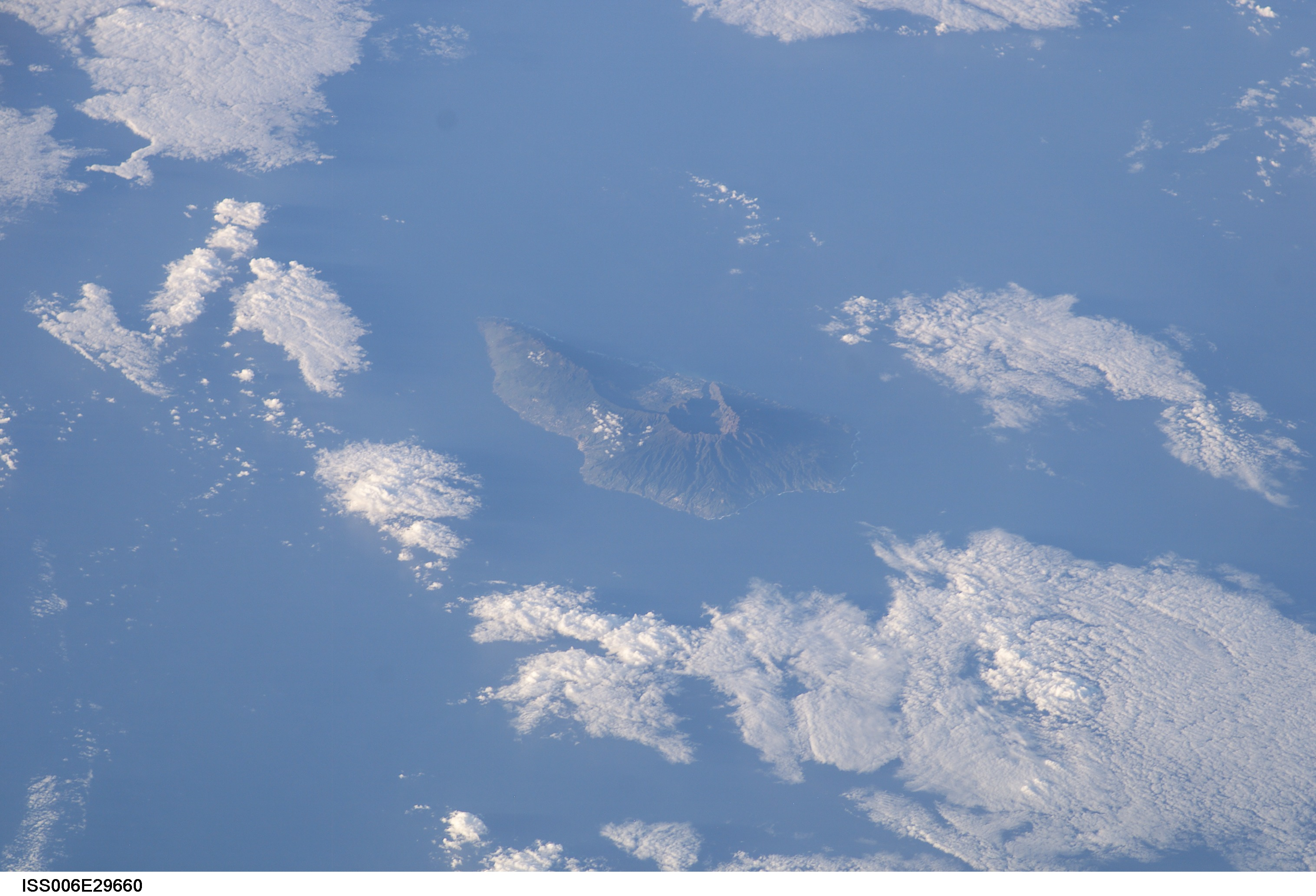
Panorama kaldery wulkanu na La Palmie – z satelity

Flaga La Palmy

## Geografia

### Położenie
La Palma (północno-zachodnia wyspa kanaryjska) leży około 400 kilometrów od południowo-marokańskiego wybrzeża, około 1500 kilometrów od hiszpańskiego lądu stałego i około 60 kilometrów na zachód od największej wyspy kanaryjskiej, Teneryfy.
Zachodnim krańcem wyspy przebiegał dawny południk zerowy, wyprowadzony z wyspy El Hierro, będącej wówczas końcem poznanego świata ery prekolumbijskiej.

### Klimat
| Miesiąc | Sty  | Lut  | Mar  | Kwi  | Maj  | Cze  | Lip  | Sie  | Wrz  | Paź  | Lis  | Gru  | Roczna |
| --- | ---- | ---- | ---- | ---- | ---- | ---- | ---- | ---- | ---- | ---- | ---- | ---- | ------ |
| Średnie temperatury w dzień [°C] | 20.6 | 20.7 | 21.2 | 21.6 | 22.6 | 24.1 | 25.5 | 26.3 | 26.6 | 25.5 | 23.5 | 21.8 | 23,3   |
| Średnie dobowe temperatury [°C] | 18.1 | 18.0 | 18.5 | 18.9 | 20.0 | 21.7 | 23.1 | 23.9 | 24.0 | 22.8 | 20.9 | 19.3 | 20,7   |
| Średnie temperatury w nocy [°C] | 15.5 | 15.3 | 15.7 | 16.2 | 17.4 | 19.2 | 20.7 | 21.4 | 21.3 | 20.2 | 18.3 | 16.7 | 18,1   |
| Opady [mm] | 49   | 57   | 33   | 18   | 7    | 2    | 1    | 1    | 12   | 41   | 70   | 80   | 369    |
| Średnia liczba dni z opadami | 5.3  | 4.3  | 3.9  | 2.7  | 1.3  | 0.4  | 0.3  | 0.4  | 1.8  | 5.2  | 6.8  | 7.9  | 40,3   |
| Wilgotność [%] | 70   | 71   | 71   | 70   | 70   | 72   | 73   | 73   | 73   | 73   | 71   | 70   | 72     |
| Średnie usłonecznienie [h] | 141  | 146  | 177  | 174  | 192  | 188  | 222  | 209  | 187  | 175  | 140  | 138  | 2106   |
| Źródło: Agencia Estatal de Meteorología (liczba dni z opadami dla wartości 1 mm, wysokość 33 m n.p.m., nad samym morzem, 1981–2010) |      |      |      |      |      |      |      |      |      |      |      |      |        |

| Sty  | Lut  | Mar  | Kwi  | Maj  | Cze  | Lip  | Sie  | Wrz  | Paź  | Lis  | Gru  | Rok  |
| ---- | ---- | ---- | ---- | ---- | ---- | ---- | ---- | ---- | ---- | ---- | ---- | ---- |
| 20,2 | 19,4 | 19,3 | 19,6 | 20,3 | 21,3 | 22,1 | 23,1 | 23,9 | 23,7 | 22,4 | 21,1 | 21,4 |

## Podział administracyjny wyspy
La Palma składa się z 14 gmin:
- Barlovento
- Breña Alta
- Breña Baja
- Fuencaliente de La Palma
- Garafía
- Los Llanos de Aridane (największe miasto na wyspie)
- El Paso
- Puntagorda
- Puntallana
- San Andrés y Sauces
- Santa Cruz de La Palma (stolica wyspy)
- Tazacorte
- Tijarafe
- Villa de Mazo

## Wulkany
La Palma jest wyspą pochodzenia wulkanicznego, najmłodszą geologicznie z Wysp Kanaryjskich (około 2 milionów lat). Jej wysokość całkowita, liczona od dna oceanicznego (4000 metrów głębokości) po najwyższy szczyt Roque de los Muchachos (2426 m n.p.m.), wynosi prawie 6500 metrów. W stosunku do swej powierzchni całkowitej zalicza się do najwyższych wysp świata. Składa się z różnych pokładów wulkanicznych.
Stożkowaty grzebień wulkaniczny Cumbre Vieja rozciąga się południkowo przez całą wyspę i dzieli ją na dwie różne strefy klimatyczne. Południe wyspy charakteryzuje się ciągłą aktywnością wulkaniczną. W wyniku wybuchu z 1971 roku powstał krater Teneguía, będący cały czas pod obserwacją naukowców, a w 2021 roku miał miejsce wybuch w centralnej części Cumbre Vieja. Nad północną częścią wyspy dominuje olbrzymi krater Caldera de Taburiente, powstały na skutek erozji i wewnętrznych obsunięć korony wulkanu (maksymalna wysokość przed obsunięciami wynosiła 3500 m n.p.m.). Krater wulkanu jest otoczony wzniesieniami od 1700 do 2400 m n.p.m. Wśród nich jest największe wzniesienie wyspy Roque de los Muchachos (2426 m n.p.m.) z obserwatorium Roque de Los Muchachos Observatorium.

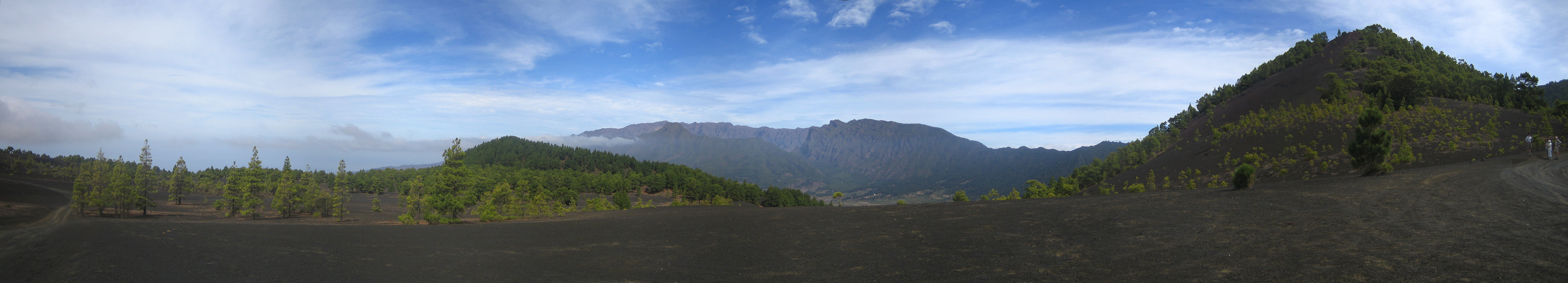
Piaski wulkaniczne Cumbre Vieja w kierunku Caldera de Taburiente

## Historycznie potwierdzone wybuchy wulkanów na wyspie
- 1470-1492 Montaña Quemada
- 1585 Tajuya w pobliżu El Paso
- 1646 Volcán San Martin
- 1677 Volcán San Antonio
- 1712 El Charco
- 1949 Volcán San Juan, Duraznero, Hoyo Negro
- 1971 Volcán Teneguía
- 2021 nowy otwór[4], po plebiscycie nazwany Tajogaite[5][6].

Ślady wcześniejszych wybuchów – kratery, pola ziemi wulkanicznej i kilometrowe języki skamieniałej lawy – do dziś znaczą południe wyspy. Charakterystyczną cechą krajobrazu północnej części wyspy jest przede wszystkim olbrzymi (powstały na skutek obsunięć) krater Caldera de Taburiente o średnicy 9 kilometrów, objętości 28 km³ i głębokości 1500 metrów. Do kaldery można dotrzeć tylko pieszo przez wąski wąwóz Barranco de las Angustias (Wąwóz Śmiertelnych Strachów). W 1954 roku została objęta parkiem narodowym Parque Nacional de la Caldera de Taburiente.
Wulkaniczna aktywność wyspy, koncentrująca się obecnie przede wszystkim na południu wyspy, stanowi ciągłe zagrożenie dla jej mieszkańców. Niektóre z opracowań wulkanologicznych kreują teorię obsunięcia się całej zachodniej części wyspy (Cumbre Vieja) do oceanu w wyniku prognozowanego wybuchu wulkanu. Badania naukowe w latach 90. XX w. wykazały zapełnienie wnętrza Cumbre wodą i postępujące wielopoziomowe procesy erozji skał wulkanicznych.

## Tsunami i obsunięcie zachodniej części wyspy
W wypadku ponownego wybuchu wulkanu na La Palmie możliwe staje się obsunięcie całej zachodniej połowy wyspy do oceanu (kilka bilionów ton skał). Ten olbrzymi i trudno wyobrażalny wybuch doprowadziłby do olbrzymiej fali tsunami. Fala kulminacyjna osiągnęłaby 150 metrów wysokości i uderzyła z prędkością 800 km/h we wschodnie wybrzeże USA. Miasta Nowy Jork i Boston miałyby dwie godziny na przeprowadzenie ewakuacji. Fala tsunami wdarłaby się na kilkadziesiąt kilometrów w głąb terytorium wschodniego wybrzeża USA.

## Przyroda

### Wegetacja

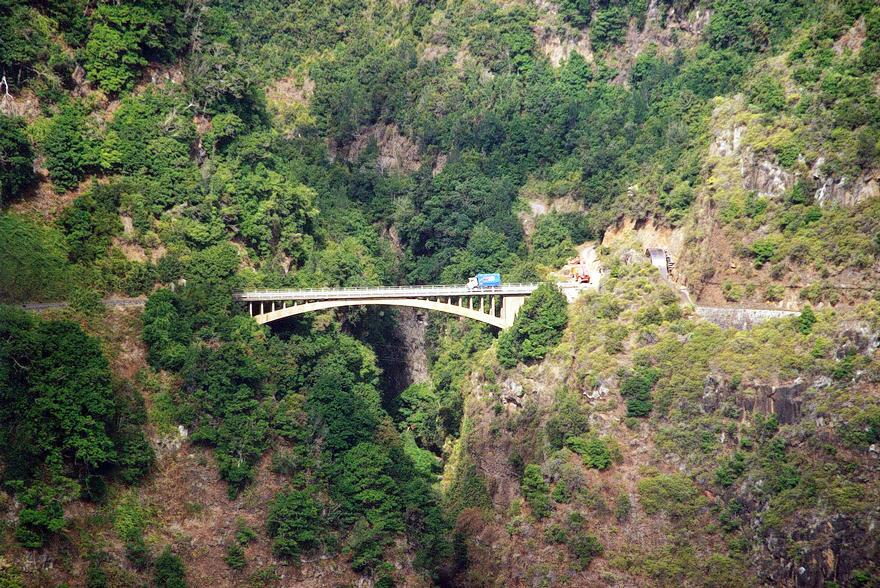
La Palma – Los Tilos

Ze względu na historię swojego powstania, jak i na położenie geograficzne, La Palma ma specyficzną przyrodę i niepowtarzalne krajobrazy. La Palma dzięki swojej całorocznej zielonej wegetacji jest znana również jako „La Isla verde” („zielona wyspa”) i jako „La Isla bonita” („piękna wyspa”). Wyspa jest pod wpływem ciepłych prądów pasatowych i dzieli się na kilka stref wegetacyjnych – od skamieniałej lawy począwszy poprzez suchą śródziemnomorską wegetację i lasy sosnowe aż po przypominające dżunglę lasy wawrzynowe. Świat roślinny odpowiada wegetacji innych Wysp Kanaryjskich, jak również portugalskich: Madery i Azorów.

### Krajobraz
Krajobraz wyspy to mieszanka kolorów czarnego (bazalt), czerwonego (erozja wulkaniczna) i zielonego (wegetacja), odbijająca się w głębokim błękicie Atlantyku. Krajobraz wyspy tworzą na północy głęboko wyżłobione wąwozy (Barranco) odprowadzające ku oceanowi górskie wody, lasy centralnego masywu górskiego wyspy, a na południu – naznaczone najmłodszą aktywnością wulkaniczną pola zastygłej lawy i miału powulkanicznego urozmaicone nowo powstałymi stożkami wulkanów.

### Ochrona przyrody

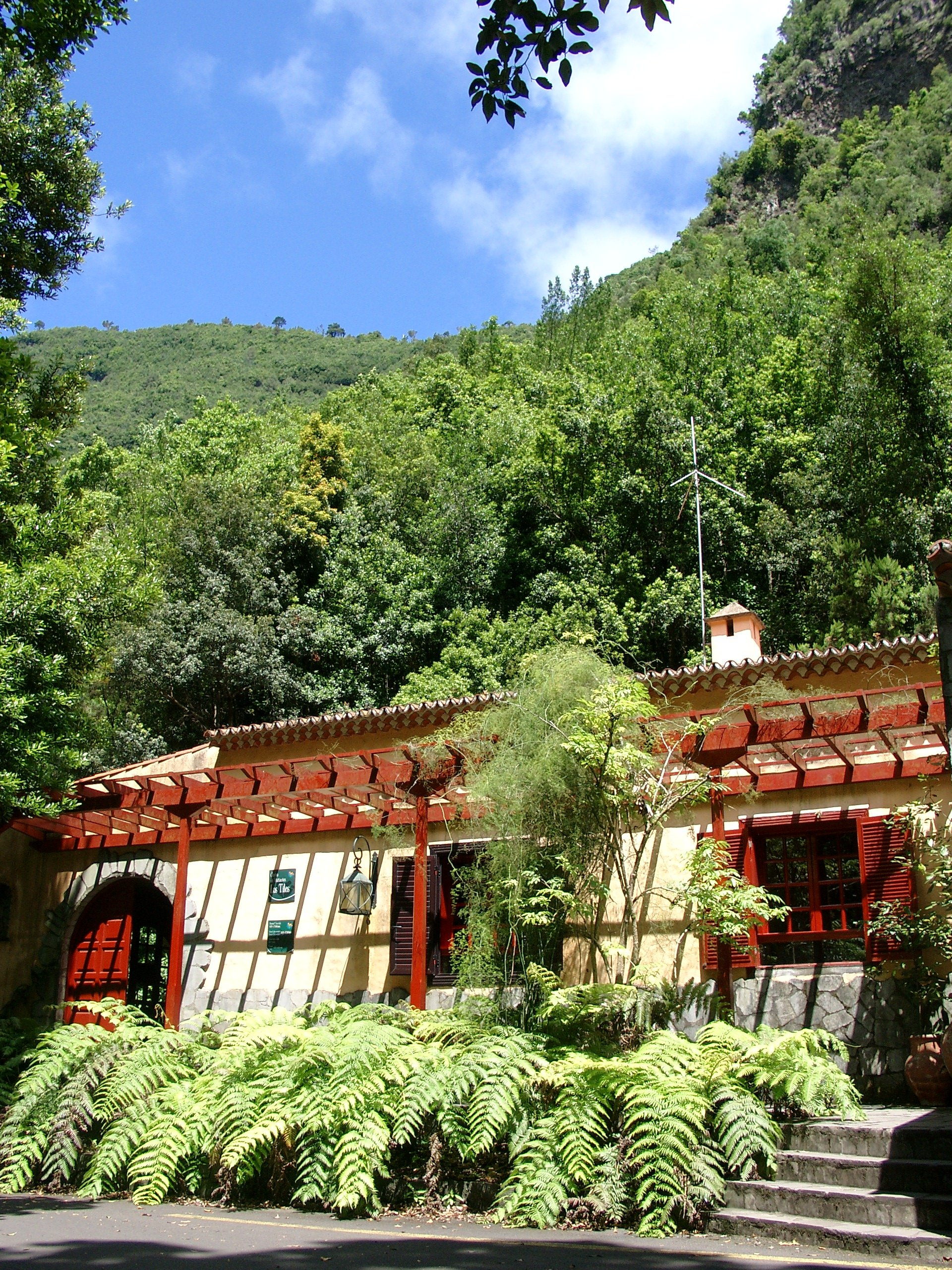
Centrum obsługi turystycznej Los Tilos

Od 1983 roku las wawrzynowy Los Tilos stanowi rezerwat biosfery UNESCO. W 2002 roku rezerwat rozszerzono na obszar całej wyspy. La Palma jako pierwsza z Wysp Kanaryjskich ustanowiła taki rezerwat.
Centrum obsługi turystycznej Los Tilos jest otwarte przez cały dzień (z wyjątkiem półgodzinnej przerwy obiadowej).

### Fauna
Charakterystyczni przedstawiciele świata zwierzęcego na La Palmie:
- aktywne tylko nocą gekony,
- meduzy sporadycznie pojawiające się na plażach (kąpieliska zostają wtedy oznaczane kolorowymi chorągiewkami),
- jadowite stonogi[potrzebny przypis].

## Historia

### Epoka kamienna,Guanczowiei czasy antyczne
La Palma została zasiedlona w epoce neolitu przez Guanczów, którzy przywędrowali tu ok. 2000 roku p.n.e. z terytorium Afryki Północnej. Wskazują na to genetyczne analizy, znaleziska ludzkich szkieletów i naleciałe pozostałości języków północnoafrykańskich. Guanchowie żyli na poziomie epoki kamiennej z podziałem na wewnątrzplemienne klany, które podzieliły wyspę między siebie. Starokanaryjską nazwą La Palmy była nazwa Benahoare. Język Guanczów był stopniowo wypierany przez hiszpański, aż do zupełnego wymarcia. Do dziś w regionalnym dialekcie La Palmy utrzymały się ślady starego języka Guanczów.
Kultura Guanczów została prawie całkowicie wyparta. Nigdy nie doszło do wojny z hiszpańskimi zdobywcami pod przywództwem Alonsa Fernándeza de Lugo. Guanczowie ulegli w miarę bezkonfliktowej chrystianizacji i przez długi okres stanowili jeszcze zdecydowaną większość wśród wyspiarzy. Ostatecznie musieli jednak ulec żywiołowi hiszpańskich osadników. Z czasem doszło do zupełnego wymieszania mieszkańców wyspy. Liczne pozostałości kultury Guanczów (przede wszystkim pozostałości epoki kamiennej) stanowią dziś dziedzictwo kulturowe wyspy: jaskinie, miejsca pochówku, narzędzia kamienne, a także dziwne malowidła i ryciny jaskiniowe nieznanego przeznaczenia. Godne podziwu są również brukowane tzw. Drogi Królewskie ciągnące się przez całą wyspę, które łączą poszczególne regiony.
Więcej informacji na temat malowideł jaskiniowych i religii Guanczów można uzyskać w muzeum wyspy, w centrum obsługi ruchu turystycznego parku narodowego Caldera de Taburiente i w otwartych w 1998 roku skansenie archeologicznym La Zarza i La Zarcita. Znajdujące się tam malowidła ścienne fascynują swą różnorodnością i fantazją. Drugi skansen archeologiczny znajduje się w okolicach jaskini Belmaco (będąc równocześnie najstarszym – liczącym prawie 4000 lat – znaleziskiem archeologicznym La Palmy).
Według niepotwierdzonych informacji Wyspy Kanaryjskie były znane już żeglarzom fenickim w czasach antycznych. Pierwsi Europejczycy dotarli na Wyspy Kanaryjskie w XIII wieku, jednym z nich był Lancelotto Malocello.

### Hiszpańscy zdobywcy
W 1312 roku na La Palmę dociera genueńczyk Lancelotto Malocello. Kastylijski hrabia Hernán Peraza wysyła w 1447 roku (po zdobyciu wysp Lanzarote, Fuerteventura i Hierro) flotę złożoną z trzech okrętów i 500 żołnierzy i marynarzy w kierunku La Palmy. Podczas walk z tubylcami Hiszpanie tracą prawie 200 ludzi. 29 września 1492 roku z upoważnienia pary monarszej (Ferdynanda II i Izabeli) na wyspie, w okolicach plaży Tazacorte, ląduje hiszpański desant z Gran Canarii, dowodzony przez Alonsa Fernándeza de Lugo, w sile 900 zbrojnych. Guanczowie z okolic Aridane, Tihuya, Tamanca i Ahenguarem ulegają fałszywym obietnicom Hiszpanów i stają się poddanymi Hiszpanii. Tylko tubylcy z okręgu Tigalate stawiają opór hiszpańskim zdobywcom. Ostatecznie wszyscy przywódcy Guanczów przechodzą na chrześcijaństwo, oprócz okręgu Caldera de Taburiente (wówczas Aceró – silne miejsce). Ten region podlegał sprzeciwiającemu się hiszpańskim wpływom przywódcy Guanczów, Tanausú. W wyniku zastawionej pułapki Tanausú został schwytany. Alonso de Lugo przesłał na dwór kastylijski (jako potwierdzenie zdobyczy) jeńców, a wśród nich także Tanausú (zmarł w wyniku strajku głodowego podczas podróży do Hiszpanii). 3 maja 1493 roku, w „Dniu Podniesienia Świętego Krzyża”, de Lugo w miejscu Guanczowskiego Apunyon założył miasto Santa Cruz de La Palma, po czym udał się z powrotem na Gran Canarię, by przygotować operację podboju ostatniej z Wysp Kanaryjskich – Teneryfy (zdobytej w roku 1496 po dwuletnich walkach).
Hiszpanie wykorzystywali Wyspy Kanaryjskie jako ważną bazę etapową w podróżach do Indii Zachodnich. Decydującym aspektem było położenie geograficzne wysp nad prądem pasatowym (wykorzystanym już przez Kolumba w 1491 roku). Krzysztof Kolumb nigdy nie zawitał na La Palmę.

### Niewolnictwo i cukier
La Palma nie gwarantowała nigdy szybkiego bogactwa. Brakowało zasobów złota, srebra czy też innych bogactw naturalnych. Początkowe zyski przynosili tylko tubylcy jako niewolnicy. Mimo papieskiego dokumentu z 1434 roku (Eugeniusz IV) określającego mieszkańców wysp jako „wolnych ludzi” i zakazującego handlu ludźmi na wyspach, większość tubylczych Guanczów zakończyła życie w niewolnictwie. Ostrożne szacunki historyków wskazują na to, iż niewolniczy los został oszczędzony tylko 300 rodzinom Guanczów (około 1200 osób). Pozostali na wyspie Guanczowie po przyjęciu chrztu wymieszali się (po prawnym równouprawnieniu w 1514 roku) z napływowymi Hiszpanami, Portugalczykami i Francuzami. Jeszcze przed zaprzestaniem na wyspie handlu niewolnikami Alonso Fernández de Lugo skoncentrował się na przygotowaniu wyspy pod uprawę trzciny cukrowej. Kupcy europejscy, rzemieślnicy i rolnicy zostali zwerbowani, aby wykorzystali swoje zdolności i zainwestowali kapitał w powstanie przemysłu produkcyjno-przetwórczego na wyspie.

### Handel z Ameryką, ataki piratów
W XVI wieku La Palma otrzymała – po Antwerpii (wówczas hiszpańska) i Sewilli – przywilej prowadzenia handlu z Ameryką. Port w Santa Cruz de La Palma stał się jednym z najważniejszych w całym imperium hiszpańskim. W tymże wieku Santa Cruz de La Palma stało się miejscem częstych napaści piratów. W 1553 roku piraci pod przywództwem François Le Clerca splądrowali miasto, paląc i grabiąc je doszczętnie. Po niszczycielskim ataku pirackim odbudowano wszystkie kościoły, klasztory i domy mieszkalne z jeszcze większym rozmachem. Powstały nowe obwarowania i dodatkowe linie obronne. Dzięki temu kolejny atak piratów pod przywództwem Francisa Drake’a w 1585 roku został skutecznie odparty. Handel z Ameryką umożliwił powstanie kolejnych gałęzi wyspiarskiego przemysłu (budowa statków, produkcja żagli i takielunku). Liczni kupcy z całego świata ściągnęli do Santa Cruz, które nabrało charakteru kosmopolitycznego. Wiele obco brzmiących nazw dzisiejszego Santa Cruz nawiązuje do tej złotej epoki w dziejach miasta. Upadek rozpoczął się już w XVII wieku i wynikał z ustanowionego w 1657 roku prawa dotyczącego rejestracji całego handlu z Ameryką na Teneryfie i uiszczania tam należnych opłat. Ruch statków w porcie Santa Cruz de La Palma został prawie zupełnie wstrzymany (w 1778 roku król Carlos III ponownie zezwolił na prowadzenie handlu z Ameryką każdemu portowi hiszpańskiemu). Konkurencja innych miast hiszpańskich okazała się jednak zbyt silna i Santa Cruz już nigdy nie osiągnęło dawnej świetności.

### Bieda
Bogactwo z czasów złotej ery La Palmy nigdy nie stało się udziałem zwykłych mieszkańców wyspy. Jeszcze w XIX wieku większość wyspiarzy zamieszkiwała kryte słomą drewniane szałasy. Nawet lepiej sytuowani mieszkańcy mogli sobie co najwyżej pozwolić na zabudowania powstałe ze zwykłych kamieni. Zaopatrzenie w podstawowe produkty żywnościowe także pozostawiało wiele do życzenia. Gospodarka wyspiarska bazująca na monokulturze nie pozwalała na prowadzenie dodatkowej uprawy zbóż i innych produktów agrarnych. Już w XVI wieku zboże należało do drogich produktów importowanych przez La Palmę. Kapituła kardynalska zażądała od wyspiarzy swego czasu należnej jej dziesięciny w deputacie zbożowym. Żądanie to doprowadziło do zdecydowanego i jednogłośnego sprzeciwu wyspiarzy, by w taki sposób regulować należności podatkowe względem kościoła. Efektem sprzeciwu było przybycie na wyspę inkwizytora i rzucenie klątwy na tych, którzy sprzeciwiali się woli Kościoła. Przez kilka lat – z powodu nieurodzaju – nikt z wyspiarzy nie został pochowany wedle obrządku chrześcijańskiego. Olbrzymia bieda na wyspie zmusiła wiele „źle odżywionych i ubogo odzianych” mężczyzn i kobiet (jak w 1758 roku donosił misjonarz Juan de Medinilla w tajnym raporcie do przełożonego biskupa), aby z powodu braku odzienia na zmianę brali udział w świętach kościelnych.

### Winnice
Od 1553 roku uprawa trzciny cukrowej stawała się coraz bardziej nieopłacalna (konkurencja środkowo- i południowoamerykańska). Wiele plantacji trzciny cukrowej zostało przekształconych w winnice. Rosnąca na południu wyspy odmiana winorośli Malvasia stała się najważniejszym produktem eksportowym La Palmy. Głównym odbiorcą wina z La Palmy była Wielka Brytania. Dobre czasy uprawy winorośli skończyły się w połowie XIX wieku. W dzisiejszych czasach stopniowo powraca się do jej uprawy, jednak nie na masową skalę.

### Jedwab i banany
Z wyjątkiem kilku ataków pirackich wyspa nigdy nie doświadczyła działań wojennych. Po każdym kryzysie gospodarczym biedna w bogactwa mineralne, ale żyzna wyspa zawsze dochodziła do siebie. Po załamaniu upraw trzciny cukrowej i winorośli wyspiarze skoncentrowali się na pozyskiwaniu pszczelego miodu i wosku. Wzbogacili wyspiarską ofertę eksportową również o tytoń i jedwab. W XVI wieku rozpoczęto na wyspie uprawę morwy. La Palma stała się wiodącym i najlepiej rozwiniętym ośrodkiem jedwabniczym Wysp Kanaryjskich. W 1878 roku dwie angielskie korporacje (Elder i Fyffes) rozpoczęły na La Palmie uprawę bananów.

## Gospodarka
Plantacje bananowca obejmują obecnie obszar 3000 ha. Ponadto wyspiarskie uprawy zostały poszerzone o smaczliwkę, owoce cytrusowe i warzywa. Znaczące są również tutejsze winnice.
Gospodarkę rolną umożliwiają specjalne systemy nawadniające (przebiegające w dużym stopniu tunelami), którymi transportuje się wodę z terenów górskich na zamieszkany pas nadmorski wyspy. Niektóre z wydrążonych w wulkanicznych formacjach skalnych tuneli nawadniających mierzą kilkuset metrów (najdłuższy system nawadniający osiąga długość 10 kilometrów).

## Przemysł i handel

### Przemysł
W porównaniu do gospodarki rolnej rzemiosło i przemysł odgrywają na La Palmie nieznaczną rolę. Na wyspie znajduje się tylko kilka małych zakładów wspierających logistycznie miejscowe rolnictwo. Kilka zakładów specjalizuje się w regionalnym rzemiośle artystycznym. Ze względu na rosnące znaczenie sektora turystycznego zaktywizował się także wyspiarski przemysł budowlany. Produkcja cygar w El Paso została wstrzymana w 2000 roku i przeniesiona do Niemiec.

### Handel
Eksport La Palmy ogranicza się do produktów agrarnych. Wyspa ma ujemny bilans handlowy. Trzy czwarte podstawowych produktów żywnościowych (również pomarańcze i cytryny), a także około 80% produktów pochodzenia zwierzęcego jest importowanych. Na pozostałą część wyspiarskiego importu składają się dostarczane przez hiszpańską metropolię materiały pędne, przedmioty codziennego użytku, maszyny, urządzenia elektryczne i samochody.

## Administracja
La Palma, podobnie jak inne Wyspy Kanaryjskie, należy do Hiszpanii. Od 1982 roku Wyspy Kanaryjskie stanowią autonomiczny region Królestwa Hiszpanii. Władzę wykonawczą na wyspie sprawuje Cabildo Insular (rada wyspiarska). Administracja nadrzędna znajduje się na pobliskiej Teneryfie.

## Religia
Większość mieszkańców wyspy jest wyznania rzymskokatolickiego.
W regularnych odstępach czasu odbywają się duże procesje ku czci świętych z poszczególnych kościołów. Procesje i święta trwają nawet kilka dni i powiązane są ze skrupulatnie przygotowanym programem towarzyszącym.

## Turystyka

### Rozwój
Już w 1890 roku znajdowały się na wyspie liczne hotele. Na przełomie XIX i XX wieku wyspa była ulubionym celem podróży wielu bogatych poddanych ówczesnego Imperium Brytyjskiego. W latach 20. ubiegłego wieku doszło prawie do zupełnej stagnacji w rozwoju turystyki na wyspie, trwającej aż do lat 70. Dopiero pod koniec lat 80. (po rozbudowie lotniska) i wprowadzeniu lotów czarterowych nastąpiło ponowne turystyczne otwarcie wyspy.

### Centra turystyczne
Oferta noclegowa La Palmy jest dość skromna (w porównaniu do innych Wysp Kanaryjskich) i ogranicza się do 7500 łóżek. Zjawisko turystyki masowej na wyspie jeszcze nie zaistniało (liczba dużych hoteli jest ograniczona). Oferta noclegowa wyspy to przede wszystkim małe pensjonaty, mieszkania letniskowe i bungalowy, będące często w rękach dobrze sytuowanych cudzoziemców. Największymi centrami turystycznymi są okolice Puerto Naos i Los Cancajos. Na wyspie rozwija się przede wszystkim turystyka alternatywna i niezorganizowana w sposób masowy.

### Agroturystyka
Od kilku lat propaguje się na wyspie rodzaj swoistej agroturystyki – „tourismo rural”, czyli renowację i adaptację starych zabudowań rolniczych wnętrza wyspy w celach turystycznych. Projekt ten jest współfinansowany przez Unię Europejską.

### Perspektywy
Czy La Palma pozostanie celem podróży turysty indywidualnego, czy wkroczy na drogę turystyki masowej innych Wysp Kanaryjskich (Gran Canaria i Teneryfa) nie można dziś jednoznacznie odpowiedzieć. Plany turystycznej przyszłości wyspy (zarządu wyspy, burmistrzów i organizacji ochrony przyrody) cechuje przede wszystkim rozbieżność celów i brak wspólnego mianownika. Postulowana przez branżę turystyczną liczba miejsc noclegowych – 80 000 – została w ostatnich latach zredukowana do maksymalnie 20 000. Od połowy lat 90. corocznie na wyspę przybywa około 140 000 turystów. Strategia rozwoju wyspy przewiduje dalszy rozwój produkcyjnego sektora rolniczego (subwencje Unii Europejskiej na utrudnioną gospodarkę górską). Turystyka ma pełnić tylko rolę pomocniczą. Plaże w Puerto Naos i Los Cancajos kwalifikują się do nadania im Błękitnej flagi Unii Europejskiej. Oferta turystyczna wyspy ogranicza się obecnie do programu pieszych wędrówek poznawczych, nurkowania i kolarstwa górskiego.

## Transport

### Sieć drogowa
Sieć drogowa wyspy mierzy obecnie 1200 kilometrów. Wszystkie główne drogi mają nawierzchnię asfaltową. Drogi są trasami górskimi z licznymi zakrętami i wzniesieniami, jednak o dobrej jakości nawierzchni. Tylko do niektórych miejscowości na północnym wybrzeżu prowadzą wyłącznie drogi piaszczyste i z płyt betonowych. Główną drogą jest przebiegająca wokół wyspy droga LP-1 o długości 180 kilometrów (Santa Cruz – Los Canjacos – Mazo – Fuencaliente – Los Llanos – Tijarafe – Puntagorda – Barlovento – San Andrés – Puntallana – Santa Cruz). Inną ważną drogą jest droga LP-2 o długości 35 kilometrów, przecinająca wyspę ze wschodu na zachód (Los Llanos – Los Cancajos).

### Transport publiczny
Obszar wyspy jest pokryty w miarę gęstą siecią autobusową. Aktualny rozkład jazdy można znaleźć tu.

### Transport morski
Zatoka morska, nad którą rozciąga się stolica wyspy, jest od czasu zdobycia wyspy przez Hiszpanów wykorzystywana jako port naturalny. La Palma ma regularne połączenia promowe z innymi Wyspami Kanaryjskimi (raz w tygodniu z hiszpańską metropolią). W 2005 roku do regularnej, wewnątrzkanaryjskiej żeglugi promowej włączono nowy port zachodniego wybrzeża wyspy w Puerto de Tazacorte (raz w tygodniu na Teneryfę).

### Transport lotniczy
Pierwsze lotnisko wyspy w Breña Alta zostało oddane do użytku w 1950 roku. W roku 1970 zamknięto je po otwarciu nowego portu lotniczego La Palma. W 1987 roku uzyskał on status międzynarodowego portu lotniczego (szósty na Wyspach Kanaryjskich). Lotnisko jest obsługiwane kilkanaście razy w tygodniu przez różnych europejskich przewoźników czarterowych. Połączenia liniowe wewnątrzkanaryjskie i z Madrytem zapewniają hiszpańscy przewoźnicy Iberia, Binter Canarias i Islas Airways.

## Obserwatorium

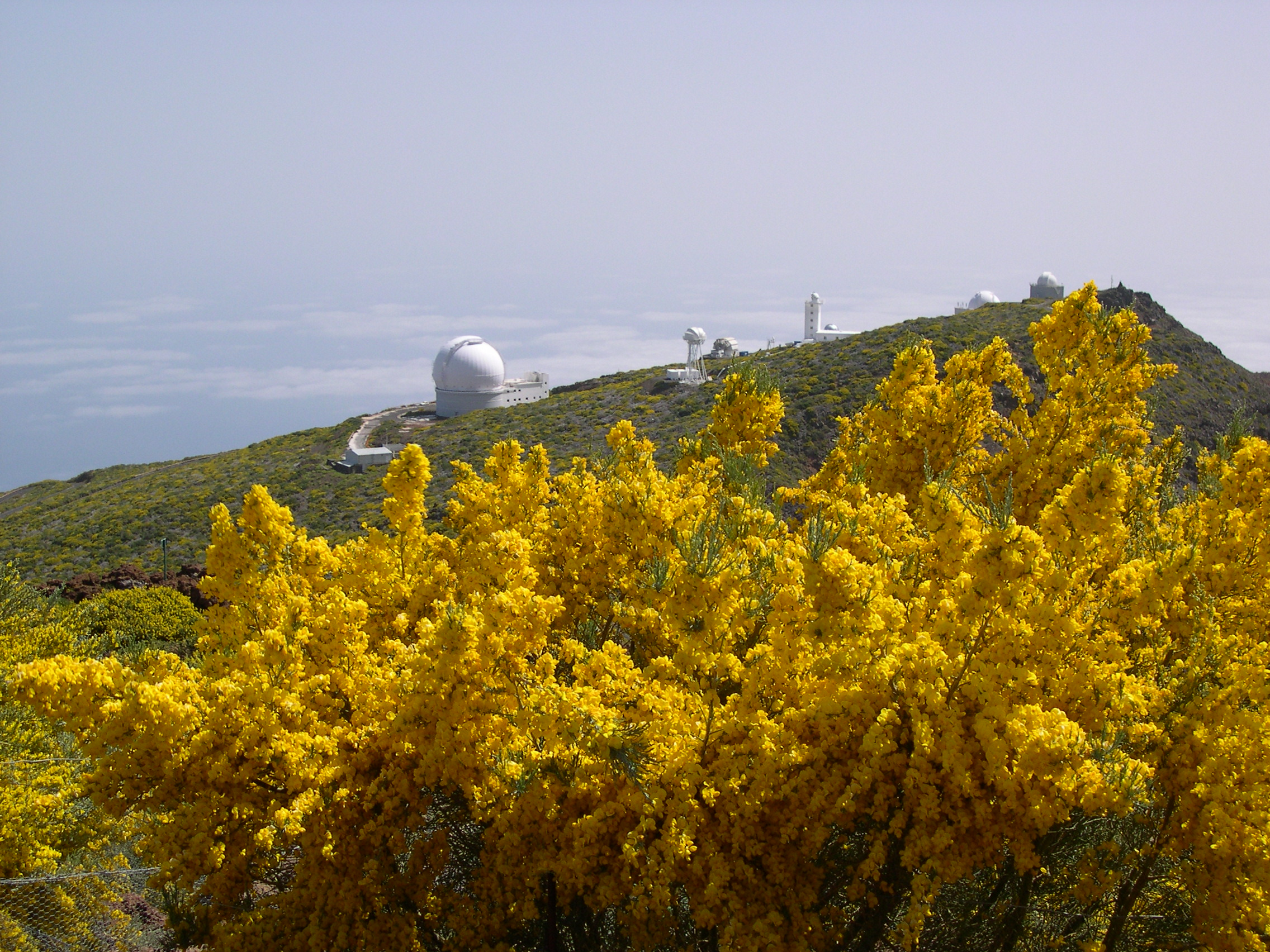
Obserwatorium Roque de los Muchachos

Ze względu na prawie bezchmurny klimat i duże obszary tzw. ciemnego nieba (prawo wyspiarskie zakazuje wykorzystywania reklam neonowych, a zainstalowane lampy uliczne emanują tylko specyficzne światło skierowane pod ustalonym kątem ku ziemi) na wyspie znajdują się liczne międzynarodowe obserwatoria astronomiczne (pierwsze założono w 1985 roku).

## Kulinaria

### Dania główne
- papas arrugadas (danie z solonych ziemniaków)
- zimne sosy „mojo rojo” (dania mięsne) i „mojo verde” (dania rybne)
- sopa de garbanzos (zupa z ciecierzycy)

### Desery
- bienmesabe (deser ze słodzonych migdałów)
- almendrados (ciastka migdałowe)
- quesillo (budyń karmelowy)

### Napoje
- cortado (kawa espresso z mlekiem)
- barraquito lub carajillo (espresso z alkoholem, mlekiem skondensowanym i cytryną)

## Terminarz wyspiarskich świąt
- 1 stycznia: Año Nuevo
- 6 stycznia: Día de Reyes
- 1 maja: Día del Trabajo
- 30 maja: Día de Canarias (Dzień Wysp Kanaryjskich)
- 25 lipca: Santiago Apóstol (Świętego Jakuba)
- 5 sierpnia: Nuestra Señora de las Nieves
- 15 sierpnia: Asunción
- 12 października: Día de la Hispanidad (Dzień Odkrycia Ameryki)
- 1 listopada: Todos los Santos
- 6 grudnia: Día de la Constitución (Dzień Konstytucji)
- 8 grudnia: Immaculada Concepción
- 25 grudnia: Navidad